# UMhlabuyalingana Local Municipality
uMhlabuyalingana Local Municipality, auch uMhlabuyalingana (englisch uMhlabuyalingana Local Municipality) ist eine Lokalgemeinde im Distrikt Umkhanyakude der südafrikanischen Provinz KwaZulu-Natal. Der Verwaltungssitz der Gemeinde befindet sich in Kwangwanase. Bürgermeister ist N. S. Mthethwa.
uMhlabuyalingana ist das isiZulu-Wort für „flaches Land“. Die Gemeinde wurde so genannt, weil sie in einem flachen Gebiet liegt.

## Geschichte
Im April 2009 wurde bekannt, dass in den Kassen der Gemeinde drei Millionen Rand fehlen. Gründe für den Fehlbetrag war eine umfassende finanzielle Misswirtschaft und Korruption, wie eine nachfolgende gerichtliche Untersuchung zeigte.
Dies führte dazu, dass im Dezember des Jahres die Provinz die Zwangsverwaltung der Gemeinde vorübergehend übernahm. Zu dem Zeitpunkt waren es 14 Millionen Rand, über die keine Rechenschaft abgelegt werden konnten. Der Gemeindeverwaltung wurde Vetternwirtschaft, Korruption und Betrug vorgeworfen.

## Geographie
Umhlabuyalingana ist mit Jozini die nördlichste Municipality KwaZulu-Natals und grenzt direkt an Mosambik. Im Osten grenzt die Gemeinde – abgetrennt durch einen schmalen Streifen vom Distrikt verwalteten Lands – an den Indischen Ozean. In den westlichen Grenzgebieten fließt der Pongola. Die Küste ist geprägt von vielen Seen: Im Norden an der Grenze zu Mosambik liegt die Kosi-Bucht mit dem gleichnamigen See. Im Süden von uMhlabuyalingana befindet sich der St.-Lucia-See mit dem iSimangaliso-Wetland-Park. Dazwischen liegt der größte Süßwassersee Südafrikas, der Sibaya-See. 
Im Gebiet im und um das Tembe-Elefantenreservat gibt es seltene Sand-Forest-Gebiete. Der Sand Forest ist ein trockenes Waldgebiet ohne die typischen Begleiter eines Feuchtwaldes, wie Farne und Moose. Vermutlich war der Sand Forest vor einer Million Jahren ein Küstenwald. Allerdings hat sich die afrikanische Küste im Laufe der Jahrmillionen nach Osten verschoben, wodurch Wald und Küste getrennt wurden.
Über 99 Prozent der Municipality sind ländliches Gebiet, das viele informelle Siedlungen aufweist.

## Städte und Orte
| - eKuhluphekeni - Jobe - KwaGeorge - KwaMazambane - KwaNdaba - KwaZamaZama - Kwangwanase - Lulwane | - Madonela - Mahlungulu - Manguzi - Mazibomvu - Mbawaza (Mbazwana) - Ndlondlweni - Thandizwe - Thengani |

## Bevölkerung
Im Jahr 2011 hatte die Gemeinde 156.736 Einwohner auf einer Fläche von 4402 Quadratkilometern. Davon waren 99,3 % schwarz. Erstsprache war zu 95,1 % isiZulu, zu 1,2 % Englisch und zu 1 % isiNdebele.

## Wirtschaft
Wie in den meisten ländlichen Gemeinden Südafrikas, ist auch in Umhlabuyalingana der wichtige wirtschaftliche Sektor die Landwirtschaft. Allerdings gibt es trotz der vielen Seen kaum Zugang zu Wasserressourcen, die eine künstliche Bewässerung ermöglichen würden. Auch Straßen zu den Anbauflächen sind ungenügend vorhanden, ebenso geeignete Absatzmärkte.
Ein wachsender Sektor ist der Tourismus. Wegen der Landschaft bieten sich die Sand-Forest-Gebiete, die verschiedenen Seen und Seenlandschaften (St.-Lucia-See, Sibaya-See und die Kosi-Bucht) und der Pongola zu touristischen Aktionen an. Es gibt einige sogenannte Cultural Villages, die einen Einblick in die Kultur und Lebensweise der lokalen Bevölkerung erlauben.

## Sehenswürdigkeiten
- St.-Lucia-Seenlandschaft mit dem iSimangaliso-Wetland-Park
- Schildkrötenstrände
- Korallenriffe
- Sibaya-See
- Kosi-Seenlandschaft mit der Möglichkeit zur Besichtigung traditioneller Fischfangmethoden, siehe Fischkraal
- Sodwana-Bucht
- Ndumu-Wildpark
- Tembe Elephant Park mit verschiedenen größeren und kleineren Säugetieren (zum Beispiel Spitz- und Breitmaulnashörner, Büffel, Leoparden, Nilpferde und weitere)